# مصاحبه (فیلم ۱۹۸۷)
مصاحبه (انگلیسی: Intervista) فیلمی در ژانر زندگینامه‌ای به کارگردانی فدریکو فلینی است که در سال ۱۹۸۷ منتشر شد.

## بازیگران
- آنیتا اکبرگ
- مارچلو ماسترویانی
- فدریکو فلینی
- سرجو روبینی
- لارا وندل
- آنتونلا پونزیانی
- دومیتیان آرکانجیلی
- ایوا گریمالدی
- کلاریتا گاتو
- آدریانا فاکتی